# Zulfiya Gabidullina
Zulfiya Gabidullina est une nageuse kazakhe née le 22 novembre 1965 à Taraz.
Après avoir pratiqué l'athlétisme handisport, Zulfiya Gabidullina se tourne vers la natation. 
Elle participe à ses premiers jeux paralympiques lors de l'édition de 2012 à Londres, sans passer la première série où elle termine à la 6ème place de l'épreuve de dos. En 2016, elle remporte la médaille d'or de l'épreuve du 100m nage libre (S3) à l'âge de 50 ans,. En 2020, elle représente à nouveau son pays aux jeux paralympiques.